# Red Cloud

Red Cloud, 1880

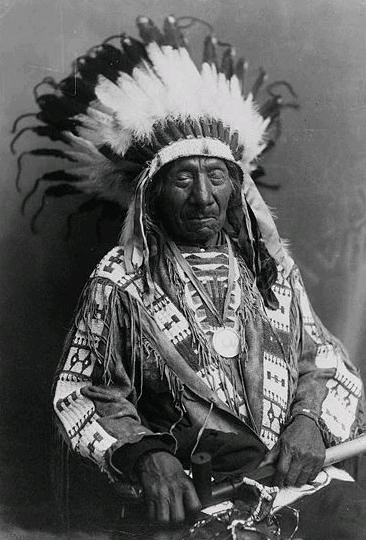
Red Cloud

Machpiya-luta (Lakota Maȟpíya Lúta, deutsch ‚Rote Wolke‘, englisch Red Cloud; * 1. Dezember 1822 an der Gabelung des Platte River im heutigen Nebraska; † 10. Dezember 1909 im Pine-Ridge-Reservat, South Dakota) war Anführer der Bad Faces (Ite Sica), einer militanten Gruppe der Oglala-Lakota-Indianer, und einer der größten militärischen und politischen Führer der Prärie-Indianer.
Red Clouds Mutter war die Oglala-Lakota Walks As She Thinks, sein Vater der Brulé-Lakota Lone Man. Nach dem frühen Tod seines Vaters wurde er von seinem Onkel, Häuptling Old Smoke, großgezogen.
Red Cloud weigerte sich, den Vertrag von Fort Laramie 1868 zu unterzeichnen, solange die Forts entlang des Bozeman-Trails von der Armee nicht geräumt wurden. Er bekämpfte jeden Versuch der Weißen, eine Eisenbahnlinie durch das Powder-River-Gebiet zu bauen, und war dabei so erfolgreich, dass die Auseinandersetzung nach ihm Red-Cloud-Krieg genannt wurde. 1870 kam er erstmals nach Washington D. C.; von da an setzte er sich für den Frieden ein.

## Kindheit und Jugend
Red Cloud wurde im Winter 1822 in einem Zeltlager der Brulé mitten in der Prärie geboren, in der Nähe des North Platte River im heutigen Staat Nebraska.
Über die Herkunft seines Namens kursieren verschiedene Varianten.
- Gemäß einer Legende wurde Red Cloud in der Nacht geboren, als ein Meteor über das Land der Lakota zog und dabei einen Schwarm roter Wolken hinter sich ließ. Viele Lakota-Babys sollen daraufhin den Namen Red Cloud erhalten haben.
- Eine zweite Geschichte besagt, dass Red Cloud ursprünglich den Namen seines Großvaters erbte, Zwei Pfeile. Als er als Jüngling die Führung eines Trupps erhielt und seinen Männern befahl, rote Decken umzuwickeln, so dass es bei ihrem Angriff auf feindliche Reihen wie eine rote Wolke ausgesehen habe, sollen die Feinde von Panik ergriffen geflohen sein. Daraufhin erhielt Red Cloud, da er das Kommando geführt hatte, seinen Namen.

Als er noch ein kleiner Junge war, starb sein Vater 1825 wohl infolge übermäßigen Alkoholkonsums, so dass er fortan bei seinen Onkeln mütterlicherseits Schwarzer Habicht und Old Smoke unter den Oglala aufwuchs. Schwarzer Habicht brachte Red Cloud das Handwerk des Jägers und Kriegers bei. Er meinte, dass Red Cloud, wenn er nicht so wild und ungehorsam wäre, das Zeug zu einem bedeutenden Häuptling hätte.

## Krieger und Häuptling

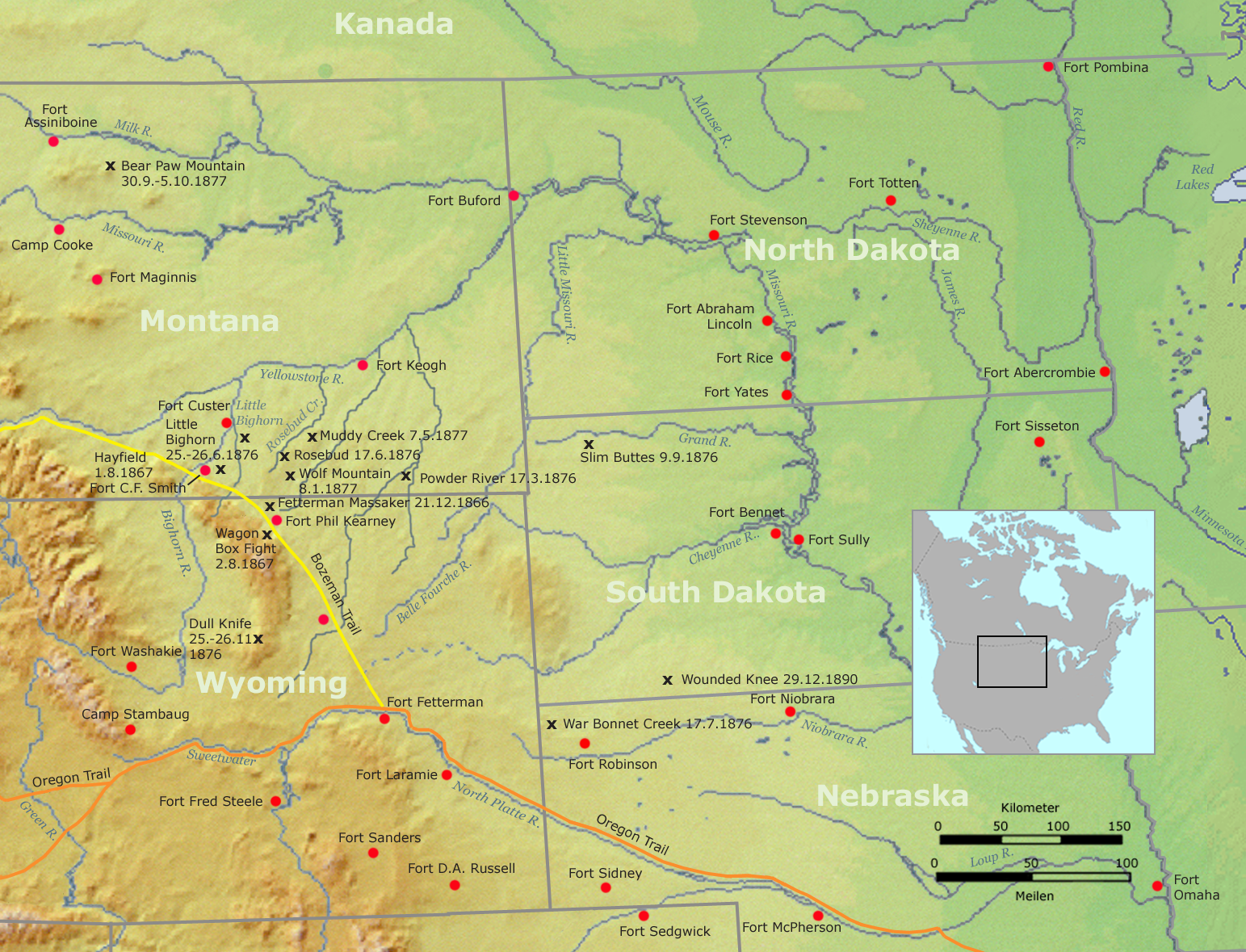
Gefechte und Forts in den nördlichen Great Plains zwischen 1866 und 1891.

Red Cloud nahm bereits als Jugendlicher Ende der 1830er Jahre an seinem ersten Raubzug gegen die Pawnee teil. Er tötete bei diesem Raubzug seinen ersten Feind und erbeutete gemeinsam mit seinen Stammesgenossen fast 100 Pferde. Wahrscheinlich im Winter 1841/1842 erschoss Red Cloud den mächtigen Oglala-Häuptling Bull Bear, einen langjährigen Rivalen seines Onkels Old Smoke.
Als 1849 entlang des Oregon Trails nach Westen die Cholera von Einwanderern eingeschleppt wurde, starben viele Indianer, da ihr Immunsystem gegen solche Erreger machtlos war. Damals wurde Red Cloud als Schamane und Heiler bekannt, da er einen Pflanzenextrakt herstellen konnte, der den Patienten Linderung verschaffte.
1850 heiratete Red Cloud Pretty Owl, die, obwohl Polygamie bei den Lakota üblich war, bis zu seinem Tod seine einzige Frau blieb. Gemeinsam zeugten sie fünf Kinder.
In den 1850er und frühen 1860er Jahren wurden die Lakota immer stärker nach Westen gedrängt. Dies führte zu Auseinandersetzungen mit den Crow, bei denen Red Cloud 1862 den Crow-Häuptling Little Rabbit tötete. Schließlich wurden die Crow von den Lakota aus dem Gebiet östlich der Bighorn Mountains verdrängt. Doch auch dieses letzte große Rückzugs- und Jagdgebiet drohte den Lakota verloren zu gehen, als im Jahre 1862 in Montana Gold gefunden und Straßen zu den Goldfeldern gebaut wurden. Innerhalb eines Jahres strömten Goldgräber und Händler entlang des neuen „Bozeman Trails“, der nahe Fort Laramie vom Oregon Trail abzweigte, zur Fundstelle. Dies führte zu vielen kriegerischen Auseinandersetzungen, da die Lakota die Vernichtung ihrer Lebensgrundlage fürchteten. Unter der Führung von Red Cloud griffen indianische Kriegstruppen vorbeiziehende Trecks an. Daraufhin wurde der Bozeman Trail nur noch „Bloody Bozeman“ (Blutiger Bozeman) genannt.

### Erste Verhandlungen
Die US-Regierung sah sich im Juni 1866 zu Verhandlungen mit den indianischen Stämmen gezwungen. Die betroffenen Häuptlinge begaben sich nach Fort Laramie, die Friedensverhandlungen verliefen friedlich. Es sah zunächst so aus, als ob die Indianer bereit wären, den Trail zu gewähren, wenn die wilden Büffelherden nicht verscheucht oder erschossen würden. Als Red Cloud erfuhr, dass bereits eine Garnison bereitstand, die entlang des Bozeman Trails Forts errichten sollten, wendete sich das Blatt. In einer letzten Rede drückte Red Cloud aus, dass er niemals zulassen würde, dass Forts errichtet würden: Der weiße Vater (der US-Präsident) schickt uns Geschenke und will, dass wir ihm die Straße verkaufen. Aber bevor die Indianer ja oder nein dazu sagen, kommt der weiße Häuptling (der Befehlshaber der mit der Unternehmung betrauten US-Truppen Oberst Henry B. Carrington) mit seinen Soldaten und stiehlt sie. Noch ehe der Übersetzer Red Clouds Worte übersetzt hatte, stürmte Red Cloud mit anderen einflussreichen Häuptlingen davon.
Lediglich einige weniger bedeutende Häuptlinge blieben und unterzeichneten den Vertrag. Oberst Carrington zog mit seinen Truppen nach Norden, um mit dem Bau der Forts zu beginnen.
In den folgenden Monaten scharten sich Krieger aus allen Gebieten des Powder River um Red Cloud. Bald hatte er 4000 Krieger versammelt. Mit ihnen führte er einen ständigen, guerillaähnlichen Krieg gegen die Garnisonen, Trecks und Forts. Red Cloud war sich darüber im Klaren, dass die Indianer verhungern würden, wenn sie diese Jagdgründe verlören.

### Fetterman-Gefecht
Am 21. Dezember 1866 lockten Lakota-Krieger ein aus Fort Phil Kearny ausgerücktes, 80 Mann starkes Kommando unter Captain (Hauptmann) William Fetterman in einen Hinterhalt. Fetterman hatte den Sioux weiter nachgesetzt, als es der Befehl von Colonel Carrington vorgesehen hatte. Daraufhin fiel er mit all seinen Männern im Kampf, bevor aus dem Fort Verstärkung herangeführt werden konnte. Diese Schlacht erhielt bei den Indianern den Namen die Schlacht der Hundert Toten, die Weißen nannten sie das Fetterman-Gefecht.
Eilig wurden danach neue Soldaten aufgeboten, und der Kampf rund um das Powder River Gebiet – bekannt als der Kampf von Red Cloud oder als Red Clouds Krieg – ging weiter.

### Vertrag
Sämtliche Forts im Gebiet der Lakota wurden konstant belagert, so dass deren Insassen hungerten und Durst litten. Auch riskierte jeder Weiße, der seinen Fuß auf den Bozeman Trail setzte, sein Leben. So sah sich die US-Regierung im April 1868 ein weiteres Mal gezwungen, eine Friedensverhandlung in die Wege zu leiten. Red Cloud schickte jedoch alle Unterhändler mit der Botschaft zurück, er werde nicht eher kommen, als bis alle Soldaten das Gebiet der Lakota verlassen hätten. Ohne Zustimmung von Red Cloud war der Vertrag wertlos. Im nächsten Sommer wurden alle Soldaten aus dem indianischen Gebiet beordert und Red Clouds Krieger brannten die Forts nieder. Red Cloud ließ sich aber Zeit und kam erst am 6. Dezember 1868 nach Fort Laramie, um den Vertrag  zu unterzeichnen. Der Vertrag hielt fest, dass das Gebiet rund um den Powder River von nun an „uneingeschränktes Indianerterritorium“ sei.

### Friedensstifter
Red Cloud hatte somit als erster indianischer Häuptling gegen die USA einen erfolgreichen Ausgleich erreicht, der einem Sieg gleichkam. Allerdings sollte es der letzte bleiben.
Gemeinsam mit Spotted Tail reiste Red Cloud im Juni 1870 in den Osten der USA und verhandelte in Washington mit dem Präsidenten Ulysses S. Grant. Ein Ergebnis dieser Verhandlungen war, dass die Agentur für Red Cloud und seine Gefolgsleute in der Nähe der Black Hills statt wie von der US-Regierung geplant im Osten in der Nähe des Missouri errichtet werden sollte.  Anschließend hielt Red Cloud in New York vor einem allgemeinen Publikum eine Rede.
Nach seinem Besuch im Osten der USA war Red Cloud von der Macht der Weißen dermaßen beeindruckt, dass er schwor, nie wieder gegen sie zu kämpfen. Red Cloud sagte während einer Ansprache: „Unser Volk schmilzt wie der Schnee am Hügelhang in der Sonnenwärme, während die Angehörigen eures Volkes wie die Grashalme im Frühling aus der Erde sprießen.“ Viele Indianer wandten sich von ihm ab, da sie der Meinung waren, er habe sich an den weißen Mann verkauft und von ihm beeindrucken lassen. Auch große Häuptlinge verspotteten ihn, wie zum Beispiel Sitting Bull, doch Red Cloud blieb eisern.
Red Cloud betätigte sich nach der Beglaubigung des Vertrages als Diplomat für sein Volk. Er war insgesamt acht Mal in Washington beim US-Präsidenten, um mit ihm über verschiedene Dinge zu reden, auch strebte er eine Aussöhnungspolitik mit den Weißen an.

Red Cloud (einige Monate vor seinem Tod) im Sommer 1909 fotografiert von Frederick Weygold in der Pine Ridge Reservation

Doch Red Cloud musste erkennen, dass eine Aussöhnung niemals stattfinden würde. Andere Häuptlinge stritten seit der Unterzeichnung mit den Beamten, denn ihnen war nicht klargemacht worden, was die angehängten zwölf Artikel aussagten. Bereits 1876 wurden die Lakota gezwungen, das Land am Powder River herzugeben, für das sie so sehr gekämpft hatten. Das neue, viel kleinere Reservat schrumpfte ständig, da viel Land an weiße Siedler verkauft wurde. Red Cloud weigerte sich 1876, an einem geplanten Aufstand teilzunehmen. Was er von der Welt und der Macht des weißen Mannes gesehen hatte, bestärkte ihn in der Überzeugung, dass bewaffneter Widerstand vergeblich war. Er setzte sich aber umso mehr für die indianischen Interessen im diplomatischen Sinne ein. So wehrte er sich zum Beispiel hartnäckig gegen die Verkäufe von indianischem Reservatsboden. Er überprüfte die zuständigen Agenturen genauestens, bis schließlich der Agent McGillycuddy den mittlerweile alten Lakota-Häuptling seines Amtes enthob.
Als Red Cloud 1909 entkräftet und halb blind starb, war das Lakota-Reservat bereits in fünf kleinere zersplittert.
Sein Grab befindet sich in der Ortschaft Pine Ridge auf der Pine Ridge Reservation in South Dakota.

### Sachbücher
- Dee Brown: Begrabt mein Herz an der Biegung des Flusses. Knaur Verlag, München 2005, ISBN 3-426-62804-X
- George Fronval, Frederik Hetmann (Übers.): Das große Buch der Indianer. Boje Verlag, Stuttgart 1976, ISBN 3-414-10730-9 (Originaltitel: La véritable histoire des Indiens Peaux-Rouges)
- Gilbert Legay, Nina Schindler (Bearb.): Atlas der Indianer Nordamerikas. Carlsen Verlag, Hamburg 1995, ISBN 3-551-13238-0

### Belletristik
- Ernie Hearting: Rote Wolke

Dieser Artikel basiert auf dem Artikel Red Cloud (Memento vom 1. Juli 2010 im Internet Archive) aus der freien Enzyklopädie Indianer-Wiki (Memento vom 18. März 2010 im Internet Archive) und steht unter Creative Commons by-sa 3.0. Im Indianer-Wiki war eine Liste der Autoren (Memento vom 1. Juli 2007 im Internet Archive) verfügbar.